# Федір (ім'я)
Федір (також Феодо́р, Тодор, Теодор) (грец. Θεόδωρος) — чоловіче ім'я, що походить від грецького Θεόδωρος, що перекладається як «подарований Богом», «Божий дар». Церковна форма імені — Фео́дор (чи  Теодор при прочитанні грецької букви Θ як «т»).
- Розмовні та зменшувальні форми: Хведь, Педь, Федь, Федірко, Хведорко, Федорко, Педорко, Федя, Хведько, Федько, Педько, Федунь, Федьо, Федорик, Дорко[1].
- По батькові: Федорович, Федорівна.
- Прізвища, що походять від імені Федір: Федорчук, Педь, Педько, Федорчуков, Педоренко, Хведоренко, Федоренко, Федоренков, Федорів, Федоришин, Федорець, Федорцов, Федорак, Федоров, Педорук, Хведорук, Федорук, Федоруков, Федорович, Федоровський.
- Іменини: 9 січня, 2 лютого, 2 березня, 23 квітня, 3 травня, 29 травня, 18 червня, 22 липня, 24 серпня, 2 жовтня, 24 листопада, 11 грудня.

## Історія імені
Федір є феофорним (теофорним) іменем (тобто таким, що містить означення Бога або божественний епітет), тому воно було досить популярним серед перших християн. Тим не менше, ім'я Феодор виникло ще за античних часів. Відомим носієм імені є давньогрецький математик Феодор Кіренський (V — початок IV ст. до н. е.) — учитель Платона. На Русь потрапило з християнством із Візантії. У святцях було багато днів для поминання святих з іменем Феодор, що передбачало широку його популярність. Поруч із візантійськими та ранньохристиянськими святими поминалося й деякі князі з династії Рюриковичів.
У Московській державі ім'я Федір було царським. Його мали син Івана Грозного Федір Іванович; син Бориса Годунова Федір II Борисович (який правив усього місяць), а також син Олексія Михайловича Федір Олексійович. У XIX столітті ім'я було одним із найпопулярніших чоловічих імен у Російській імперії, але у XX столітті його популярність знизилася.
В Україні є досить рідковживаним..

## Іншомовні аналоги
В інших мовах імені Федір відповідають імена:
- англійська — Theodore, Theo, Ted, Teddy
- білоруська — Хвёдар, Фёдар, Ходар
- болгарська — Теодор, Тодор
- грецька — Θεόδωρος (Theodoros), Θόδωρος (Thodoros)
- данська — Theodor
- естонська — Teodor
- ісландська — Theodor
- іспанська — Teodoro
- італійська — Teodoro, Todaro, Teodoreto, Teodulo
- каталанська — Teodor
- латинська — Theodorus
- латиська — Teodors
- литовська — Teodoras
- македонська — Теодор, Тодор
- нідерландська — Theodoor
- німецька — Theodor, Theo
- норвезька — Theodor
- польська — Teodor (Bogdan, Bohdan, Bożydar)
- португальська — Teodoro
- російська — Фёдор
- румунська — Teodor
- сербська — Теодор, Тодор
- словацька — Teodor
- словенська — Teodor
- угорська — Teodor, Tiadar, Tiodor, Tivadar, Todor
- фарерська — Theodor
- фінська — Teodor, Teutori
- французька — Théodore, Théo
- хорватська — Teodor
- чеська — Teodor
- шведська — Theodor

## Відомі особи на ім'я Федір

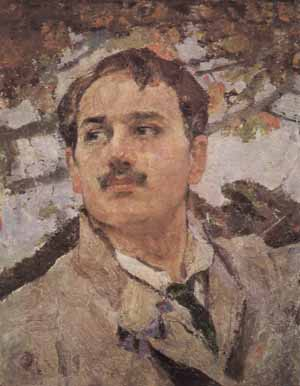
Федір Кричевський

Українці
- Федір Кричевський — український художник та педагог, заслужений діяч мистецтв УРСР.
- Федір Артемійович Терещенко — багатий український підприємець, меценат, колекціонер, почесний громадянин міста Києва.
- Федір Федорович Терещенко — київський авіаконструктор.
- Федір Вовк — український антрополог, етнограф та археолог.
- Федір Уваров — військовий діяч часів УНР; повстанський отаман Холодного Яру.

Литвини
- Федір Ольгердович — Князь Ратненський (Волинський). Син Великого князя Литовського Ольгерда.
- Федір Любартович — Великий князь Волинський (1383—1390), князь Сіверський (1393—1405 рр.), Жидачівський (бл.1405—1431 рр.), Волинський (1431 р.). Син князя Любарта Гедиміновича.
- Федір Коріятович — князь подільський, князь мукачівський.

Росіяни
- Федір Шаляпін — російський оперний співак (бас).
- Федір Сергєєв (більш відомий як Артем) — російський професійний революціонер, партійний та державний діяч, засновник Донецько-Криворізької Радянської Республіки на території УНР.
- Федір Тютчев — російський поет, дипломат.
- Федір Достоєвський — російський письменник. Є найбільш читаним російськомовним автором у світі.
- Федір Сологуб — російський поет, прозаїк, драматург, теоретик мистецтва й перекладач, один із головних представників російського символізму.